# Armageddon (2000)
Armageddon (2000) — второе в истории PPV-шоу Armageddon, производства американского рестлинг-промоушна World Wrestling Federation (WWF). Шоу прошло 10 декабря 2000 года на арене «Бирмингем-Джефферсон Сивик-центр» в Бирмингеме, Алабама, США. На сегодняшний день это единственное PPV-шоу WWF/E, проведенное в штате Алабама.

## Результаты
| #                                                           | Матч | Тип матча                                                  | Время |
| ----------------------------------------------------------- | --- | ---------------------------------------------------------- | ----- |
| 1H                                                          | Скотти 2 Хотти (с Гранд Мастером Сексей) победил Ди’ло Брауна (с Чэзом и Тигром Али Сингхом)                                                                         | Одиночный матч                                             | -     |
| 2                                                           | «Радикалы» (Эдди Герреро, Дин Маленко и Перри Сатурн) (с Терри) победили «Команду Экстрим» (Мэтт Харди, Джефф Харди и Лита)                                          | Смешанный командный матч на выбывание                      | 8:06  |
| 3                                                           | Уильям Ригал (c) победил Хардкора Холли | Одиночный матч за титул чемпиона Европы WWF                | 5:00  |
| 4                                                           | Вэл Венис (с Айвори) победил Чайну | Одиночный матч                                             | 4:59  |
| 5                                                           | Крис Джерико победил Кейна | Матч «Последний живой»                                     | 17:16 |
| 6                                                           | Эдж и Кристиан победили «Братьев Дадли» (Бубба Рэй Дадли и Ди-Вон Дадли), К-Квик и Роад Догг и Right to Censor (Булл Бьюкенен и Папочка) (c) (со Стивеном Ричардсом) | Четырёхсторонний матч за титул командных чемпионов WWF     | 9:42  |
| 7                                                           | Крис Бенуа победил Билли Ганна (с) | Одиночный матч за титул интерконтинентального чемпиона WWF | 10:03 |
| 8                                                           | Айвори (с) победила Молли Холли и Триш Стратус | Матч «Тройная угроза» за титул чемпиона WWF среди женщин   | 2:12  |
| 9                                                           | Курт Энгл (c) победил Скалу, Рикиши, Стива Остина, Трипл Эйча и Гробовщика                                                                                           | Шестисторонний матч «Ад в клетке» за титул чемпиона WWF    | 32:12 |
| H — матч на Sunday Night Heat (c) — чемпион на начало матча | |                                                            |       |